# BRILLIANT WORLD
「BRILLIANT WORLD」（ブリリアントワールド）は2000年11月1日に発売されたTHE YELLOW MONKEY23枚目のシングル。発売元はBMGファンハウス。

## 解説
- 8thアルバム『8』リリース後初のシングル。イギリスでレコーディングされ、バンドの活動休止発表前にスタッフの熱い要望によりリリースされた[1]。
- 『8』に収録されたシングル曲と『BRILLIANT WORLD』、『プライマル。』はほぼ同時に録音が始まっており、ツアー後の活動再開時点でどの順番で出すのかを話し合っていたという。
- メンバー曰く「21世紀に向けての希望を歌っている曲」[2]。
- 2000年12月30日の「CDTV年越しプレミアライブ」に緊急生出演し、「BRILLIANT WORLD」を披露し番組のトリを飾る。これが実質、2016年の活動再開までのTHE YELLOW MONKEYとしての最後のTV出演となった。

## 収録曲
1. BRILLIANT WORLD
（作詞・作曲：吉井和哉 / 編曲：THE YELLOW MONKEY・JON JACOBS・DAVID MAURICE）
TBS系「世界ウルルン滞在記」エンディングテーマ。オリジナルアルバム未収録。
2. GIRLIE (Original Mix)
（作詞・作曲：吉井和哉 / 編曲：THE YELLOW MONKEY・JON JACOBS・DAVID MAURICE）
アルバム『8』収録曲のオリジナルミックス版。映画『弟切草』のエンディングテーマに起用された。
3. メロメ（Demo）
（作詞・作曲：吉井和哉 / 編曲：吉井和哉・JON JACOBS・DAVID MAURICE）
アルバム未収録。
4. BRILLIANT WORLD（Karaoke）
（作曲：吉井和哉 / 編曲：THE YELLOW MONKEY・JON JACOBS・DAVID MAURICE）

## 収録アルバム
＃1. BRILLIANT WORLD
- 『GOLDEN YEARS Singles 1996-2001』（2001年6月13日）

＃2. GIRLIE (Original Mix)
- 『MOTHER OF ALL THE BEST』（2004年12月8日）※初回版DISC3